# Chrysomeridaceae
Famille
Les Chrysomeridaceae sont une famille d'algues de l'embranchement des Ochrophyta, de la classe des Chrysomeridophyceae et de l'ordre des Chrysomeridales.

## Étymologie
Le nom vient du genre type Chrysomeris, dérivé du grec χρυσός / khrusos, « couleur or », et μεριστός / meristós, « divisé », en référence à la présence d'un gros chloroplaste jaune doré chez les jeunes cellules et au fait que les filaments de cette algue, d'abord unisériés sur un axe principal, se divisent et deviennent plurisériés.

## Liste des genres
Selon AlgaeBase (28 janvier 2022) :
- Antarctosaccion Delépine, 1970
- Chrysomeris N.Carter, 1937
- Chrysowaernella Gayral & Lepailleur, 1977
- Rhamnochrysis R.T.Wilce & Markey, 1974

Selon World Register of Marine Species (28 janvier 2022) :
- Chrysomeris N.Carter, 1937
- Chrysowaernella Gayral & Lepailleur, 1977
- Giraudyopsis P.[J.L.] Dangeard, 1965